# إليزابيث سنايدر
إليزابيث سنايدر (بالإنجليزية: Elizabeth Snyder)‏ (المعروفة سابقًا باسم بيتسي سنايدر) هي كاتبة سيناريو أمريكية، (و. 1914 – 2021 م). رفضت منصب الكاتب الرئيسي المشارك في حياة واحدة للعيش في نوفمبر 2012.  وافق ثوم راسينا على هذا المنصب. توفيت إليزابيث في 16 نوفمبر من عام 2021 عن عمر يناهز 60 عامًا.

## المناصب
كل أطفالي (وظفها جينجر سميث ومارلين ماكفرسون).
- الكاتب الرئيسي المشارك: 29 أبريل 2013-2 سبتمبر 2013.

عالم آخر (وظفها مايكل مالون).
- كاتب التفصيل: 1996
- مؤلف السيناريو: 1995

ذا بولد أند ذا بيوتيفول (وظفها برادلي بيل).
- كاتب رئيسي مشارك: 9 يونيو 2006 - 21 يناير 2008 ، 16 أبريل 2008 - مارس 2010.
- مستشار قصة : 22 نوفمبر 2004 - 8 يونيو 2006 ، 21 ديسمبر 2009 - 9 مارس 2010.

نساء خطرات (وظفها ريج واتسون).
- كاتب التفصيل: 1991

أيام حياتنا (وظفها كريستوفر وايتسيل).
- كاتب التفصيل: فبراير 2011 - أغسطس 2012 ، 14 سبتمبر 2016 - 2021.

المستشفى العام (وظفتها جين بالومبو).
- كاتب التفصيل: 1989 - 1993.

ناستيا الفقيرة (بالإنجليزية: Poor Nastya)‏ اقتراح بول راوخ).
- كاتب رئيسي مشارك (2003-2004).

بورت تشارلز (وظفتها لين ماري لاثام).
- كاتب رئيسي مشارك: 1998 - 2000.

صن ست بيتش (بالإنجليزية: Sunset Beach)‏ (وظفها جوش جريفيث)
- كاتب التفصيل: 6 يناير 1997 - 1999

## الجوائز والترشيحات
تم ترشيح سنايدر سبع مرات لجائزة إيمي للمسلسلات النهارية. فازت في عام 2010 ( مشتركة مع برادلي ب.؛ جون إف سميث؛ آدم دوسيفوار؛ شانون برادلي؛ جيري بيرن)و 2012.

### جائزة أيمي للمسلسلات النهارية
- الترشيح، 2006 و 2010، أفضل كتابة، ذا بولد أند ذا بيوتيفول.
- ترشيح، 1996، أفضل كتابة، عالم آخر.

### جائزة نقابة الكتاب الأمريكية
- الترشيح ، موسم 2011 ، أيام حياتنا.
- ترشيح ، موسم 1997 ، صن ست بيتش.
- الترشيح لموسم 1993 بالمستشفى العام.

## وصلات خارجية
- إليزابيث سنايدر على موقع IMDb (الإنجليزية)
- إليزابيث سنايدر على موقع قاعدة بيانات الفيلم (الإنجليزية)